# Anna Dorn

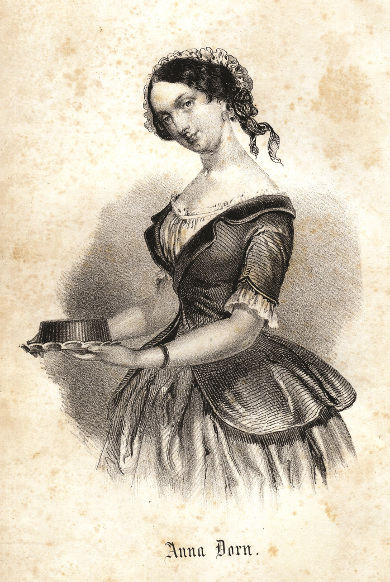
Anna Dorn

Anna Dorn, geborene Pellet (geboren im 18. Jahrhundert; gestorben vor dem 5. August 1867), war eine österreichische Köchin und Kochbuchautorin des Biedermeiers und der angehenden Gründerzeit.

## Leben und Werk
Anna Pellet war gelernte Köchin. Sie war 16 Jahre lang in einem vornehmen Wiener Haushalt beschäftigt, zuerst als Köchin, später als Leiterin der Küche. Sie heiratete, hieß fortan Anna Dorn und stand schließlich einem 17-köpfigen Haushalt vor. Ihr Mann starb früh und die Witwe war mit finanziellen Nöten konfrontiert. Eine sparsame Haushaltsführung war für sie folglich eine Notwendigkeit und diese prägt auch den Stil der Rezepte. Maßhalten war auch wichtig als Kochstil. In einem bereits 1805 erschienenen Band soll sie Kranke vor fetthaltiger Panier gewarnt haben.
1827 erschien erstmals ihr Neuestes Universal- oder Großes Wiener Kochbuch. Es gilt als Standardwerk der älteren Wiener Kochbuchliteratur und zeigte sie als umfassend interessierte und informierte Frau mit einer großen Rezeptsammlung der typischen Wiener Küche. Sie erkannte den Geschmack breiter Schichten und bot bereits in der Erstausgabe eine Reihe von Rezepten für Pomeranzen-, Rosen-, Makronen-, Gebrannte-Mandeln-Eis oder Papina an, „ein Obersgefrorenes mit Zitronenschale, Zimt und ganz wenig Bergamottöl“. Sie füllte Krapfen mit Kirsch-, Johannisbeer-, Apfel- oder Zwetschgenmus. Einerseits vertrat sie lokalpatriotisch die Wiener Küche und grenzte sie im Vorwort zur Neuauflage von 1832 von allem „Ausländischen“ ab, andererseits integrierte sie zahlreiche Speisen aus fernen Ländern. In ihrem Großer Wiener Kochbuch finden sich „italiänische Soße“, „Türkischen Suppe“, „Karpfen auf polnische Art“, „englischer Lungenbraten“, „holländischer Reispudding“ und „ungarisches Kolaschfleisch“, heute Gulasch genannt. Mit dem Rezept für das Kolaschfleich legte sie den Grundstein für das österreichische Traditionsgericht. Dorn kümmerte sich auch darum, dass der Wiener auf Reisen nicht auf seine geliebte Suppe verzichten musste. Ihr Rezept für Suppenzelteln auf Reisen lautet: „Eine sehr kräftige Suppe wird so lange gekocht, bis die Flüssigkeit vollständig verdunstet und nur noch ein Extrakt zurückbleibt. Dieser wird getrocknet und ergibt mit heißem Wasser eine kräftige Suppe.“ Das Buch wurde vom Verlag Kremayr und Scheriau im Jahr 1975 originalgetreu nachgedruckt.
Besonders erfolgreich war Anna Dorn’s österreichisches Musterkochbuch, erstmals 1849 erschienen. Allein, dass ihr Name vorangestellt wurde, zeigt ihre damals hohe Popularität an. Sie fand wiederholt im Feuilleton der Zeitungen der Donaumonarchie Erwähnung. Bis 1864 konnten 40.000 Exemplare verkauft werden. Ihre Lebensdaten sind unbekannt, doch findet sich ein Hinweis auf den ungefähren Zeitpunkt ihres Todes in einer satirischen Ausstellungskritik in der Wiener Sonn- und Montagszeitung vom 5. August 1867: 

„Nur eine wehmüthige Erinnerung beschleicht uns bei dem Anblicke all' dieser Herrlichkeiten:
warum konnte Anna Dorn diesen Tag nicht erleben?“

## Kochbücher
- Neuestes Universal- oder: Großes Wiener-Kochbuch. Eine Anleitung sowohl die vornehmsten Tafeln als auch die gewöhnliche Hauskost nach dem feinsten Geschmack, der größten Eleganz und nach durchgehends selbst erprobten Erfahrungen, durch Benützung aller nur erdenklichen Wirtschaftsvortheile, mit den mindesten Kosten zu bestreiten. Tendler und von Manstein, Wien 1827.
  - Originalgetreuer Nachdruck der Ausgabe 1832, Kremayr und Scheriau, Wien 1975, ISBN 978-3-218-00283-7.
- Neuestes Universal- oder: Großes Preßburger Kochbuch. Eine Anleitung... Enthaltend: die zuverlässigsten Recepte. Franz Tendler, Wien 1834.
- Anna Dorn’s großes Muster-Kochbuch oder vollständige Anleitung sowohl die vornehmsten Tafeln als auch die gewöhnliche Hauskost mit den mindesten Kosten zu bestreiten. Tendler, Wien 1849.
- Anna Dorn’s illustrirtes Muster-Kochbuch oder vollständige Anleitung sowohl die vornehmsten Tafeln als auch die gewöhnliche Hauskost nach dem feinsten Geschmacke, der größten Eleganz ... zu bestreiten; nebst Vorschriften zum Tafel-Arrangement ... so wie Speisezettel auf alle Tage des Jahres; Ein unentbehrliches Handbuch für jede Hausfrau. Franz Tendler, Wien 1852.
- Anna Dorn’s Einsiedekunst oder Vollständige Anleitung alle Gattungen Dunstobst, Marmeladen und Säfte zu bereiten sowie frisches Obst und Gemüse zu trocknen und aufzubewahren. C. Gerold, Wien 1911.